# Laura Mijnders

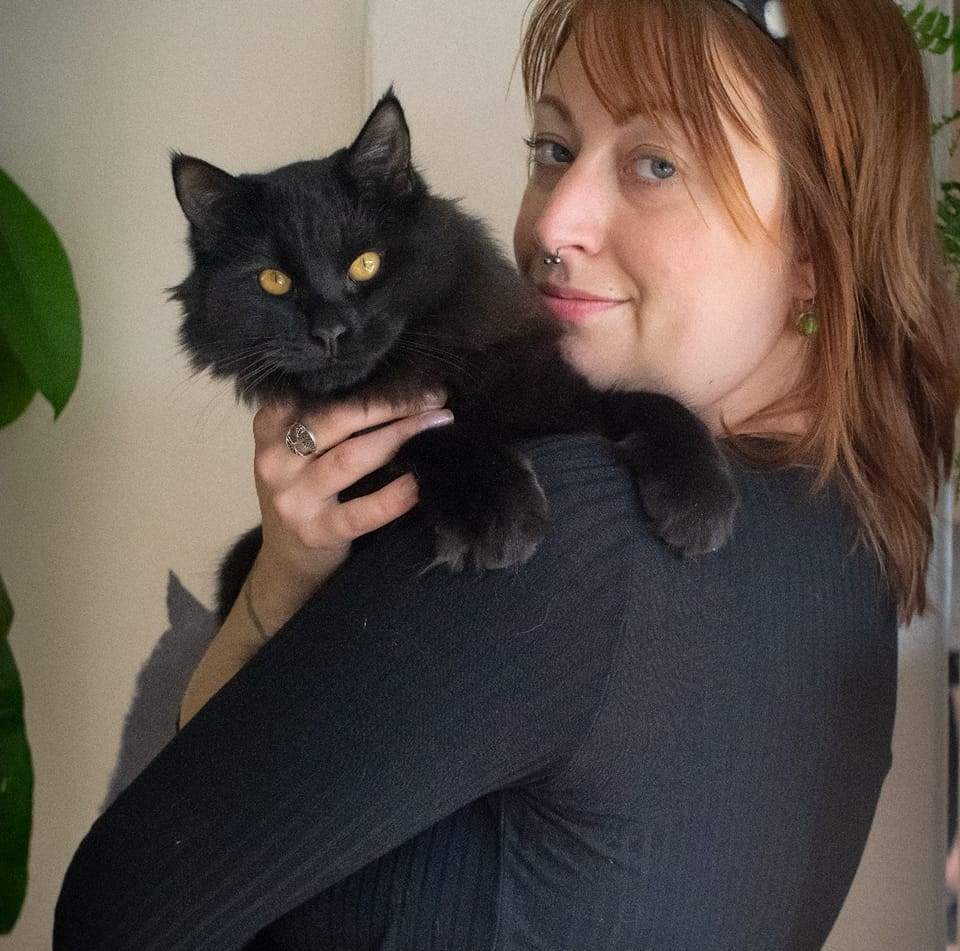
Laura Mijnders met haar kat Siesta (2024)

Laura Mijnders, schrijversnaam van Laura van Meijeren (Hardenberg, 1991) is een Nederlands schrijver, dichter, columnist en kunstenaar. Ze is actief in de Nederlandse literaire en culturele sector. Naast haar werk als dichter en schrijver treedt ze regelmatig op in samenwerking met muzikanten en is ze actief betrokken bij verschillende projecten op het gebied van kunst.

## Biografie
Van Meijeren werd geboren in Hardenberg en ontwikkelde al op jonge leeftijd een interesse in taal en poëzie. In 2014 verscheen haar debuutbundel Nachtschade bij Uitgeverij Voetnoot in Antwerpen. Er verschenen poëzie en korte teksten in diverse bloemlezingen en literaire tijdschriften, waaronder Meander Magazine, Dichter bij het Verleden en Avier. Ze studeerde in Groningen, waar ze in 2021–2022 werd benoemd tot de 23e huisdichter van de Rijksuniversiteit Groningen. In die periode publiceerde ze onder andere columns in de UKrant. Eerder schreef ze gedurende zeven jaar columns voor de HS-krant en de Veendammer. Zij was van 2022 tot 2024 lid van de Groninger Dichtclub.
Naast haar literaire werk was Van Meijeren hoofdredacteur van Voor De Poes Magazine en van de Streekkrant.

## Samenwerkingen en optredens
Van Meijeren treedt geregeld op samen met muzikanten, waaronder Kris Vesseur, met wie ze een kleinschalige theatershow ontwikkelde. Deze bestond uit een combinatie van poëzie en muziek en werd opgevoerd op locaties zoals het ORKZ in Groningen' en diverse cafés en kleine podia.

## Erkenning
Ze stond meerdere malen op de longlist van de El Hizrja Literatuurprijs. In 2013 won ze de Steen & Been Klaagtrofee, georganiseerd door het Groningse tijdschrift Kladblok. In 2014 behoorden ze bij de tien genomineerden voor de Groninger Museum Poëzieprijs. In 2023 won ze de eerste prijs in de poëziewedstrijd 'Eet meer kunst', georganiseerd door Stichting Stingerbol te Ede Tevens won ze in 2023 de Remco Ekkers Poëzieprijs en eindigde als derde in de poëziewedstrijd '100 jaar Renkum'. In 2024 won ze derde prijs in de Marleant Poëzieprijs.

## Overige activiteiten
Samen met haar partner runt Van Meijeren de podcast The Unmakeables, waarin psychische kwetsbaarheid en kracht centraal staan. In 2024 namen zij samen deel aan een expositie over mycelium, waarin zij poëzie, fotografie en een interactief kunstwerk combineerden tot een artistiek geheel.
Ze werkt sinds begin 2025 aan een dichtbundel in samenwerking met een beeldend kunstenaar en is bezig met haar eerste roman.
Naast haar literaire werk is Van Meijeren werkzaam als schrijver, onderzoeker en contentspecialist.

## Persoonlijk
Laura van Meijeren is getrouwd.